# Peso dominicà
El peso dominicà (en espanyol peso dominicano o peso oro o, simplement, peso) és la moneda de la República Dominicana. El codi ISO 4217 és DOP. Normalment s'abreuja $, o RD$ per diferenciar-lo d'altres tipus de pesos. Se subdivideix en 100 centaus (centavos).

## Història
El peso dominicà va aparèixer per primera vegada el 1844 en substitució del gourde haitià a un canvi paritari, i es dividia en 8 rals (reales). El pas al sistema decimal es va fer el 1877, en què el peso se subdividia en 100 centaus. Entre 1891 i 1897 va aparèixer una nova moneda, el franc (franco), que no va arribar a substituir el peso. El 1905, el peso fou substituït pel dòlar dels Estats Units a raó de 5 pesos per dòlar. El 1937 es va reintroduir el peso, ara anomenat peso oro, en termes paritaris amb el dòlar (1 USD = 1 DOP), tot i que el dòlar nord-americà va coexistir amb el peso fins al 1947, en què la moneda dominicana va esdevenir l'única de curs legal al país.

## Monedes i bitllets

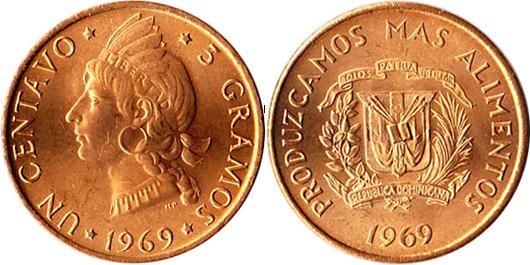
Antiga moneda d'1 centau del 1969

Emès pel Banc Central de la República Dominicana (Banco Central de la República Dominicana), en circulen monedes d'1, 5, 10 i 25 pesos, i bitllets de 20, 50, 100, 200, 500, 1.000 i 2.000 pesos. Les monedes de 5, 10, 25 i 50 centaus ja no circulen a causa de la inflació. La moneda de 25 pesos està substituint els bitllets de 20 pesos, i el bitllet de 10 pesos ja ha estat retirat de la circulació.

## Taxes de canvi
- 1 EUR = 40,5916 DOP (1 de maig del 2006)
- 1 USD = 32,2050 DOP (1 de maig del 2006)